# 松乃木神社
松乃木神社（まつのきじんじゃ）は、大阪府大阪市北区松ヶ枝町2番41号に鎮座する松ヶ枝町の氏神である。かつては単立の神社であったが、現在は大阪天満宮の境外末社である。故に正式な社号を大阪天満宮境外末社　松乃木神社とする。祭神に水神・於加美大神（おかみおおかみ）と持法王（じほうおう）を祀る。一般に淤加美神あるいは龗神（おかみのかみ）と表記するものの、奉賛会（世話人の組織）では長年にわたり於加美大神の表記を採用する。一方の持法王（じほうおう）については神号（あるいは仏号）を伝えるのみで、その他の一切が不明である。

## 歴史
創祀の時期は古く、奉賛会（世話人の組織）に伝わる史料によると、鎌倉時代中期の1250年頃（建長年間）と伝わる。創祀の段階でどのような形態の神社であったか定かでない。往古の周辺には旧淀川（現大川）の分流が無数にあり、原池・明星池・七夕池・長池などの池があり、また、村落の中に複数の井戸があったので、それらの一つを於加美大神として祀った可能性がある。
室町時代後期から江戸時代のまでのどこかの時点で旧社地に初代神木の松を植えられ、その立派な枝振りから、いつしか〝松の木さん〟の愛称で親しまれるようになった。現社地に立つ靈松碑（れいしょうひ）によると、初代神木の松は細い幹ながらも約20メートルの樹高を持ち、南北の約23・5メートルにわたり枝を広げ、路傍でうねる枝振りに伏した龍の姿を思わせた。
初代神木の松がいつから存在するか定かでない。1920年（大正9年）に枯死した時点で仮に樹齢500年だったなら、1420年頃（応永27年頃）の芽吹きとなり、同じく仮に樹齢300年だったなら、1620年頃（元和6年頃）の芽吹きとなる。いずれにせよ、1250年頃（建長2年頃）の創祀の時点で初代神木の松が存在しなかったはずなので、初代神木の松に〝松の木さん〟の愛称が定着する中で、松乃木神社の社号も定着したしたとみられる。
1583年（天正11年）から1585年春頃（天正13年春頃）にかけて羽柴秀吉が大坂城を築造し、浄土真宗に川崎本願寺（西本願寺の前身）の寺内町（現在の大阪造幣局の付近から大阪天満宮にかけて）を与え、1598年（慶長3年）の最晩年までに東寺町（道路を挟んで松ヶ枝町の北に隣接）を形成した。この頃に松乃木神社の旧社地・現社地の周辺に道路や建物の区画が整理された点と、初代神木の松が宅地の際に立っていた点、即ち羽柴秀吉による区画整理の際に伐採されていない点を踏まえると、初代神木の松の芽吹きは豊臣時代以降であった可能性が高い。
江戸時代になると、松乃木神社の旧社地・現社地を含む区画に弓同心の屋敷が立ち並んだ。しかし、時代の下がるにつれて、弓同心の屋敷の区画が減少し、松乃木神社の旧社地・現社地の周辺に民家が立ち並ぶようになった。
1724年4月14日（享保9年3月21日）に大火・妙知焼けが発生し、大坂城下の約3分の2が焼失し、数千人が命を落とすばかりか、大坂城下の記録がほとんど灰になってしまった。一方で松乃木神社の初代神木の松が焼け残ったとみられる。
1837年3月25日（天保8年2月19日）に大塩の乱が勃発し、摂津国天満から摂津国船場にわたり112か町が焼失した。一方で松乃木神社の初代神木の松が焼け残ったとみられる。
1873年（明治6年）11月17日に松ヶ枝町が成立した。町名は松乃木神社の初代神木の松に因む。以降の明治・大正・昭和（太平洋戦争以前）のいつか定かでないものの、松ヶ枝連合会の有志が初代神木の松の前に祠を造営し、於加美大神を祀った。この祠が奉賛会の関知する最古の祠である。
1909年（明治42年）7月31日4時頃〜8月1日6時頃に北の大火（天満焼け）が発生した。約27時間にわたる大火により類焼した範囲は約36万9438坪（約1・2平方キロメートル）51か町（全焼が20か町・罹災が31か町）に及ぶ。一方で松乃木神社の旧社地が火の海に飲み込まれるも、初代神木の松が焼け残った。
1920年（大正9年）に初代神木の松が枯死した。松ヶ枝町の住民がこれを憂い、1921年（大正10年）6月に2代神木として1本の若松を植え、側に松の由緒を記す旧靈松碑（れいしょうひ）を建てた。また、真向かいに住む文学博士・西村時彦（ときつね・雅号は天囚）が碑文をしたため、宮内省嘱託の書家・梅園良正（ばいえんよしまさ）が揮毫した。西村時彦は朝日新聞のコラム『天声人語』の名付け親であり、ポルトガル人から鉄砲を受け取った最初の日本人・西村時貫（ときつら）の子孫である。
1945年（昭和20年）6月1日に90機のB29が爆弾を投下し、北区の約4分の1にあたる約47万坪（約1・5平方キロメートル）2736軒が焼失し、92人が命を落とし、38人が重軽傷を負った。松ヶ枝町の全域がほぼ焼失し、松乃木神社の祠・2代神木の松・旧靈松碑が焼失した。
しばらくして、焼け跡から東へ約160メートルを隔てた松ヶ枝町会長の所有地の蔵に白蛇が現れ、松ヶ枝町会長ら住民が白蛇の出現を於加美大神による再建の思し召しと感じた。一面の焼け野原の中で、1匹の白蛇が〝松の木さん〟の心を繋ぎ、復興に励む住民の支えとなった。

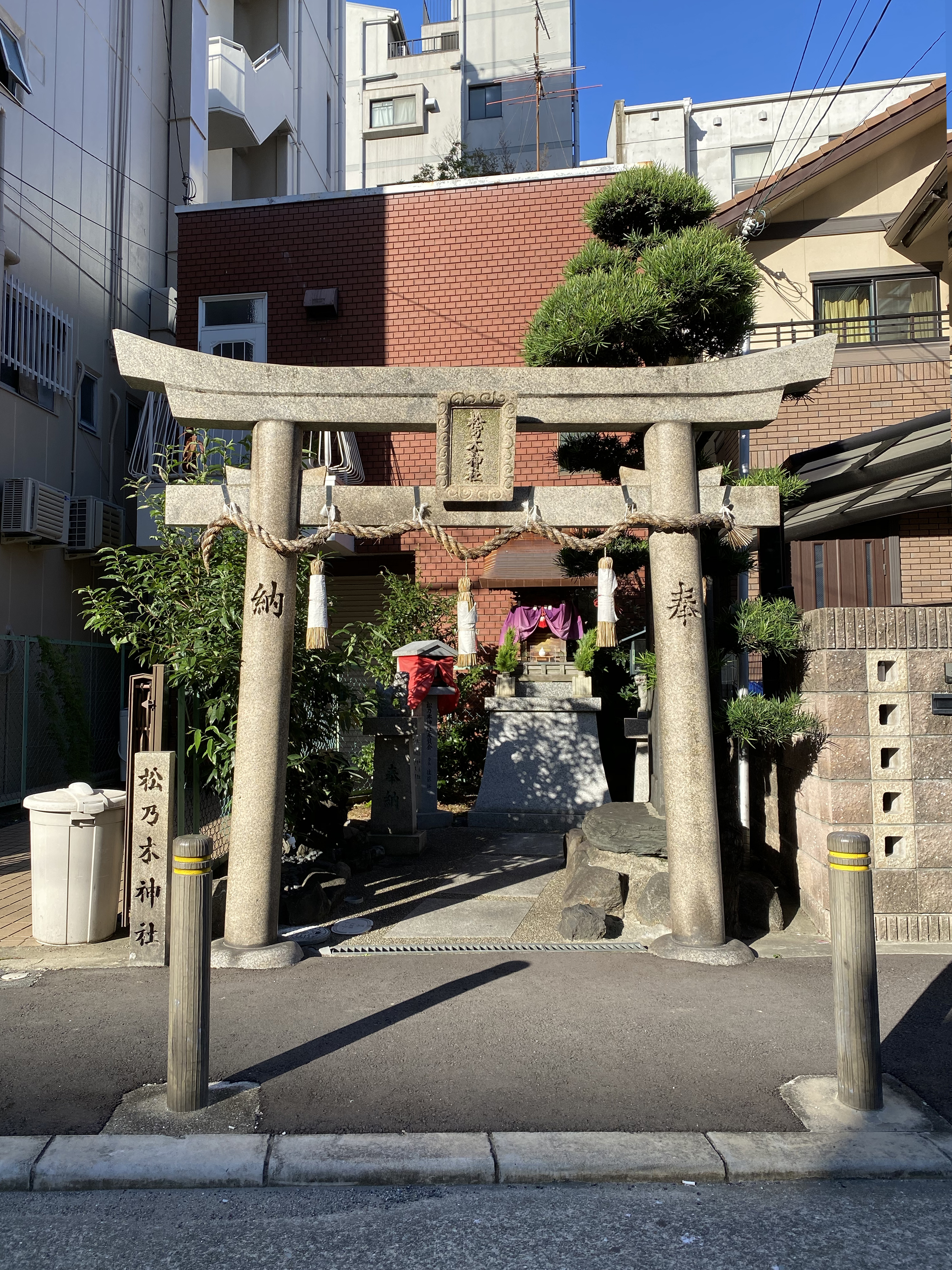
松乃木神社の外観。祠は現社地での3代になる。2020年（令和2年）10月25日に撮影。

1950年（昭和25年）9月28日に松ヶ枝町会長や住民が松乃木神社を松ヶ枝町会長の所有地へと遷座のうえで現社地初代祠のみを再建し、同時に3代神木の松を植えた。現社地の成立である。しかし、残念ながら現社地初代祠の写真や資料が残っておらず、どのような姿であったか定かでない。なお、旧社地の住所は松ヶ枝町7番22号で、現在は髙橋ビル東6号館が立っている。
1950年（昭和25年）11月17日に奉賛会が初の大祭を執り行い、於加美大神を平和の守護神として祀るようになった。また、妙知焼け、大塩の乱、北の大火（天満焼け）において、初代神木の松の焼失を免れた逸話に因み、於加美大神を火難除け・水難除けの守護神としても祀るようになった。同年11月17日の干支は丙辰（ひのえたつ）である。水神・於加美大神は龍神や蛇神と結び付く神であり、松乃木神社は白蛇に関わる神社であるので、辰の日が祭日に選ばれた。また、奇しくも松ヶ枝町の成立と同じ日であった。なお、以降の大祭では付近に在住の修験者が祭主を務めた。

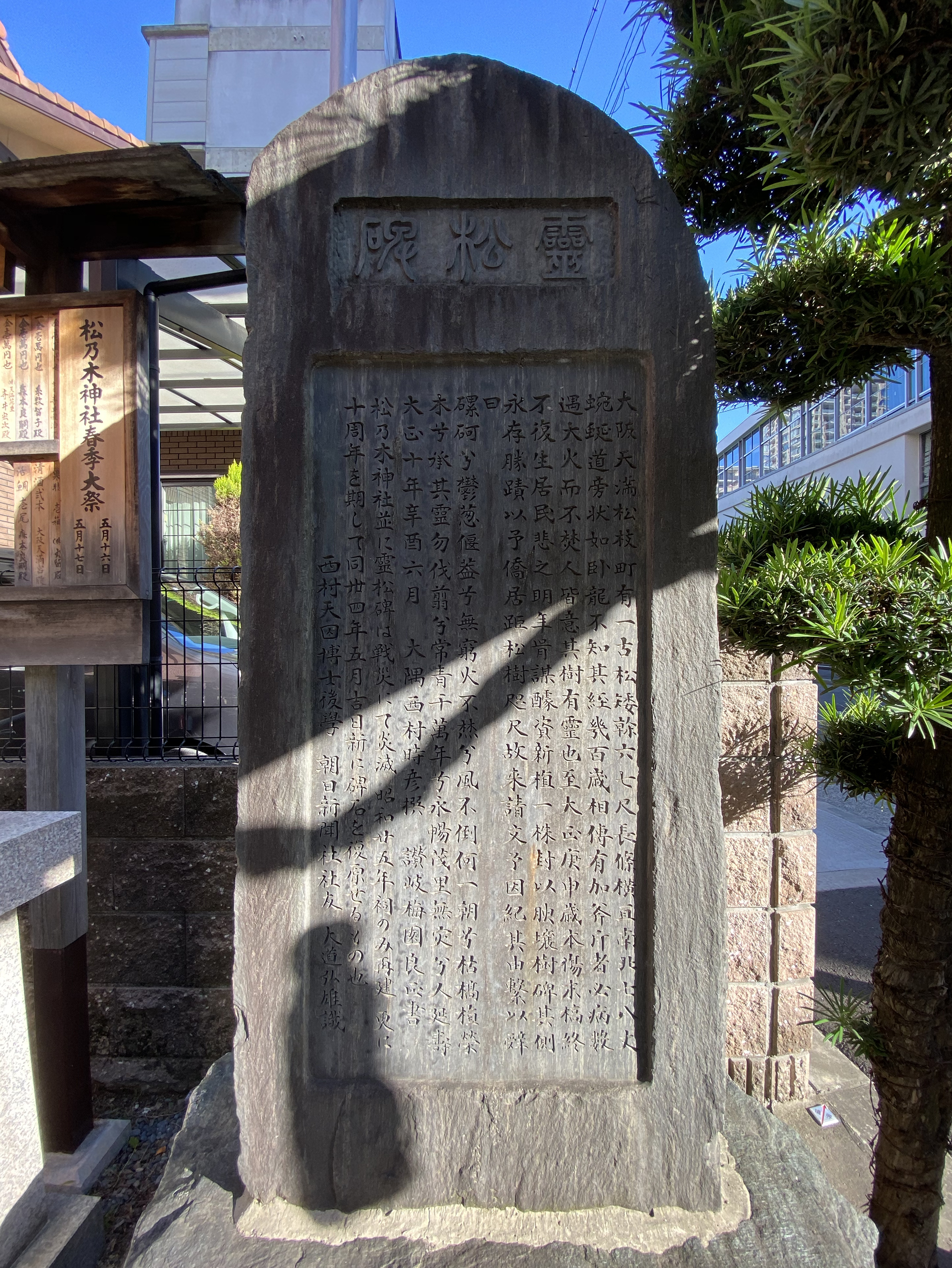
境内に立つ靈松碑（れいしょうひ）。2020年（令和2年）10月25日に撮影。

1959年（昭和34年）5月16日に松乃木神社の奉賛会が現靈松碑を建立した。碑文の内容は右から順に大きく3つに分かれる。（1）旧社地：初代・2代神木の松の縁起、（2）旧社地：旧靈松碑の復刻、（3）現社地：松乃木神社の復興と現靈松碑の建立。（2）は先述した西村時彦の碑文の復刻であり、（1）と（3）は西村時彦に後学した元朝日新聞社社員・大道弘雄の撰文である。
1959年（昭和34年）11月17日の秋季大祭から修験者に代わって大阪天満宮の神職が祭主を務めるようになった。
1960年（昭和35年）11月に奉賛会が石製の鳥居を建立した。現存する鳥居である。
1972年（昭和47年）5月に奉賛会が現社地2代祠に造替した。
2003年（平成15年）11月16日に奉賛会が現社地3代祠に造替した。
2015年（平成27年）10月に3代神木の松が枯死した。1950年（昭和25年）9月28日の再建から数え、65年にわたり松ヶ枝町の住民を見守り続けた松であった。
2021年（令和3年）8月2日に奉賛会が松乃木神社の4代神木の松を植樹した。株式会社天満花重（北区天神橋3丁目4番6号）の寄進による。

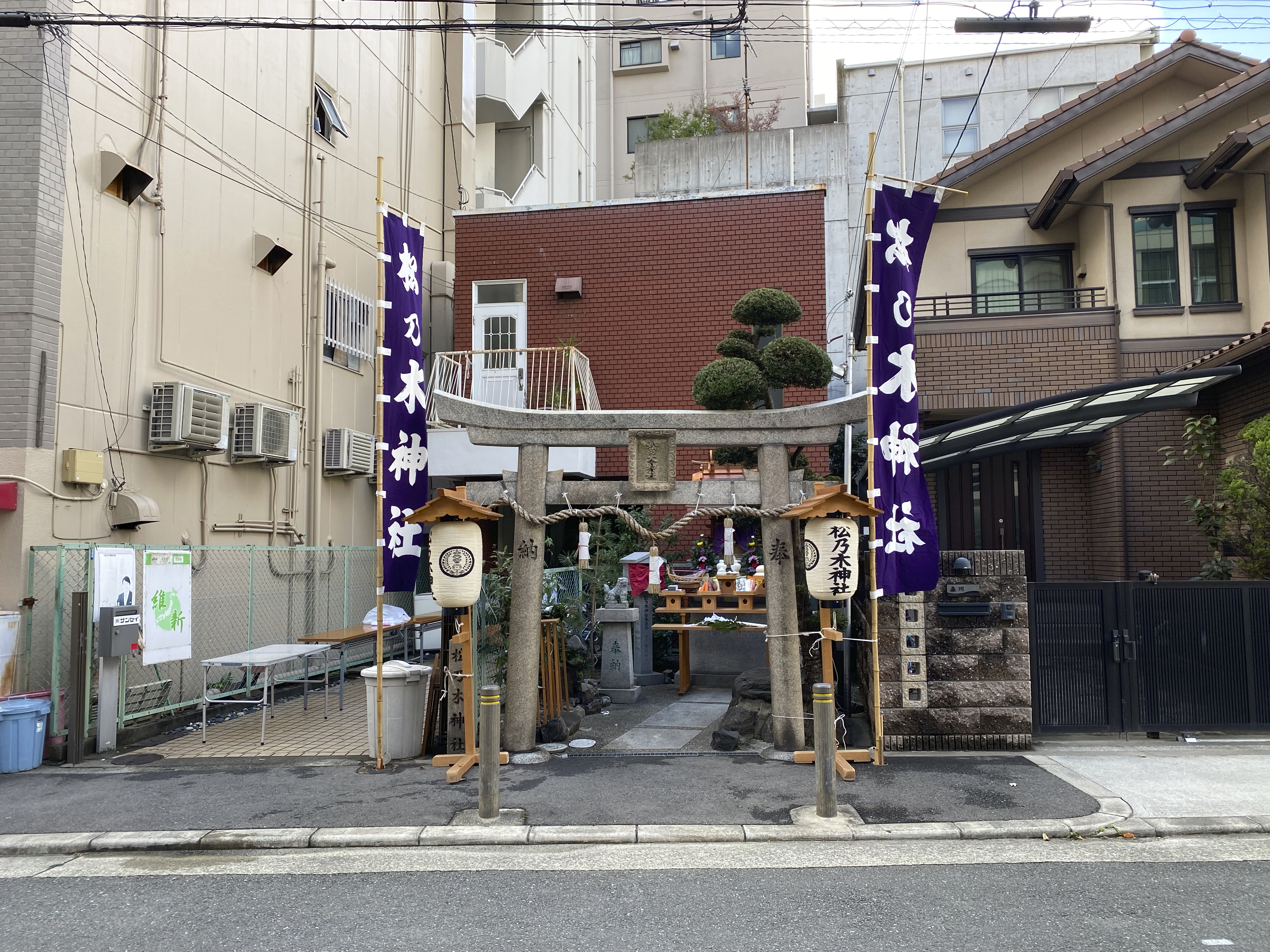
単立の神社として最後の秋季大祭。2023年（令和5年）11月17日に撮影。

2023年（令和5年）12月13日に大阪天満宮が松乃木神社を境外末社として編入した。

## 交通
- JR「天満駅」から徒歩で約10分。